# Blyes
Blyes település Franciaországban, Ain megyében. Lakosainak száma 1351 fő (2022. január 1.). Blyes Charnoz-sur-Ain, Chazey-sur-Ain, Saint-Jean-de-Niost és Saint-Vulbas községekkel határos.

## Népesség
A település népességének változása:
| Lakosok száma | 147  | 359  | 692  | 920  | 907  | 1000 | 1007 | 1094 | 1269 | 1351 |
|               | 1968 | 1982 | 1999 | 2006 | 2011 | 2015 | 2017 | 2018 | 2020 | 2022 |